# Ђуро Видаковић
Ђуро Видаковић био је један од предводника сеобе Буњеваца у Бачку 1687. године.

## Биографија
Помиње се у протоколу бечког Дворског ратног савета, где је под годином 1687. забележено да је са Ђуро Видаковић и Дујам Марковић тражио за своје сународнике („католичке Раце”), којих је било 5.000, опустеле градове у Бачкој: Бају, Сегедин и Суботицу.
Заједно са Луком Сучићем и Дујмом Марковићем истакао се у рату против Турака. У знак признања за војне заслуге Турака Видаковић је награђен племићком даровницом коју му је издао цар Леополд I 1690. године. Исте године, 1. маја, добио је у Бечу грбовницу с листином. Племство се односило и на супругу Марију Бошњаковић, кћери Марту и Катарину и браћу Ивана, Балтазара, Марка и Матију и Иванову децу: Ђуру, Антуна, Ану и Луцију и Балтазаровог сина Стипана. Племство је прогласила Бачка жупанија 24. децембра 1718. године. Грб његове породице изгледа овако: у модром на зеленом пољу војник у црвеном оделу са перјаницом и сабљом кривошијом у десној руци и одсеченом главом у левој. Изнад штита круна са пет шиљака и пет бисерних куглица.